# Lindenberg (Schwarzwald)
Der Lindenberg ist ein Höhenrücken im Hochschwarzwald östlich des Dreisamtals bei Freiburg im Breisgau, der das Eschbachtal vom Ibental trennt. Er gilt als der Hausberg von  St. Peter, liegt aber auf der Gemarkung Unteribental und gehört damit zur Gemeinde Buchenbach.
Der höchste Punkt mit 814 m ü. NHN wird als Hochgericht bezeichnet. Dort stand mehrere Jahrhunderte lang ein Galgen als Richtstätte, aber auch zur Mahnung. Mit Auflösung des Klosters St. Peter, das auch die örtliche Gerichtsbarkeit ausübte, wurde auch der Galgen entfernt.
Südwestlich dieser Höhe liegt auf 725 m Höhe die Wallfahrtstätte Maria Lindenberg mit Kirche, Exerzitienhaus, Gäste- und Tagungshaus Maria Lindenberg der der Erzdiözese Freiburg. und Pilgergaststätte. Die Wallfahrtsstätte liegt am Himmelreich-Jakobusweg von Hüfingen über den Schwarzwald nach Freiburg und Basel.
Vom Lindenberg aus hat man eine beeindruckende Aussicht, im Süden auf die Berge des Hochschwarzwalds mit dem Feldberg, im Norden auf den Kandel und nach Westen ins Dreisamtal und bei guter Sicht nach Freiburg und über die Oberrheinebene hinweg auf die Vogesen.